# Esqui cross-country nos Jogos Olímpicos de Inverno de 2006 - Velocidade por equipes feminino
A competição de velocidade por equipes feminino do esqui cross-country nos Jogos Olímpicos de Inverno de 2006 aconteceu no dia 14 de fevereiro.

## Medalhistas
| Ouro   | SWE Lina Andersson e Anna Dahlberg       |
| Prata  | CAN Sara Renner e Beckie Scott           |
| Bronze | FIN Aino Kaisa Saarinen e Virpi Kuitunen |

## Resultados

### Semifinais

#### Semifinal 1
| # | País            | Tempo   | Dif.    | Nº | Esquiadores           | Esquiadores       |
| - | --------------- | ------- | ------- | -- | --------------------- | ----------------- |
| 1 | FIN Finlândia   | 17:16.8 |         | 1  | Aino Kaisa Saarinen   | Virpi Kuitunen    |
| 2 | CAN Canadá      | 17:19.3 | +2.5s   | 2  | Sara Renner           | Beckie Scott      |
| 3 | ITA Itália      | 17:32.6 | +15.8s  | 4  | Arianna Follis        | Gabriella Paruzzi |
| 4 | JPN Japão       | 17:33.1 | +16.3s  | 3  | Madoka Natsumi        | Nobuko Fukuda     |
| 5 | KAZ Cazaquistão | 17:36.3 | +19.5s  | 6  | Oxana Jatskaja        | Elena Kolomina    |
| 6 | FRA França      | 17:54.5 | +37.7s  | 5  | Elodie Bourgeois PIN  | Aurelie Perrillat |
| 7 | SLO Eslovênia   | 18:59.5 | +1:42.7 | 7  | Vesna Fabjan          | Maja Benedicic    |
| 8 | UKR Ucrânia     | 19:14.1 | +1:57.3 | 8  | Marina Malets Lisogor | Tatjana Zavalij   |

#### Semifinal 2
| # | País                | Tempo   | Dif.    | Nº | Esquiadores               | Esquiadores     |
| - | ------------------- | ------- | ------- | -- | ------------------------- | --------------- |
| 1 | NOR Noruega         | 17:14.4 |         | 10 | Ella Gjomle               | Marit Bjorgen   |
| 2 | RUS Rússia          | 17:32.1 | +17.7s  | 12 | Olga Moskalenko-Rotcheva  | Alena Sidko     |
| 3 | SWE Suécia          | 17:33.5 | +19.1s  | 9  | Anna Dahlberg             | Lina Andersson  |
| 4 | GER Alemanha        | 17:34.7 | +20.3s  | 11 | Evi Sachenbacher Stehle   | Viola Bauer     |
| 5 | USA Estados Unidos  | 17:51.4 | +37.0s  | 14 | Wendy Kay Wagner          | Kikkan Randall  |
| 6 | CZE República Checa | 18:11.6 | +57.2s  | 15 | Helena Balatkova Erbenova | Kamila Rajdlova |
| 7 | CHN China           | 18:18.4 | +1:04.0 | 16 | Chunli Wang               | Chunli Jiang    |
| 8 | EST Estônia         | 19:13.6 | +1:59.2 | 13 | Piret Pormeister          | Kaili Sirge     |

### Final
| #  | País               | Tempo   | Dif.    | Nº | Esquiadores              | Esquiadores       |
| -- | ------------------ | ------- | ------- | -- | ------------------------ | ----------------- |
|    | SWE Suécia         | 16:36.9 |         | 9  | Anna Dahlberg            | Lina Andersson    |
|    | CAN Canadá         | 16:37.5 | +0.6s   | 2  | Sara Renner              | Beckie Scott      |
|    | FIN Finlândia      | 16:39.2 | +2.3s   | 1  | Aino Kaisa Saarinen      | Virpi Kuitunen    |
| 4  | NOR Noruega        | 16:48.1 | +11.2s  | 10 | Ella Gjomle              | Marit Bjorgen     |
| 5  | GER Alemanha       | 17:03.5 | +26.6s  | 11 | Evi Sachenbacher Stehle  | Viola Bauer       |
| 6  | RUS Rússia         | 17:08.5 | +31.6s  | 12 | Olga Moskalenko-Rotcheva | Alena Sidko       |
| 7  | ITA Itália         | 17:24.8 | +47.9s  | 4  | Arianna Follis           | Gabriella Paruzzi |
| 8  | JPN Japão          | 17:27.6 | +50.7s  | 3  | Madoka Natsumi           | Nobuko Fukuda     |
| 9  | KAZ Cazaquistão    | 17:42.8 | +1:05.9 | 6  | Oxana Jatskaja           | Elena Kolomina    |
| 10 | USA Estados Unidos | 18:04.9 | +1:28.0 | 14 | Wendy Kay Wagner         | Kikkan Randall    |

Legenda
| Recorde mundial      | Recorde mundial (World record)               |                       | Recorde africano                      | Recorde africano (African) |                                           | Q | Classificado por posição (Qualified) |
| Recorde olímpico     | Recorde olímpico (Olympic record)            | Recorde da América    | Recorde da América (Americas)         | q                          | Classificado por melhor tempo (Qualified) |   |                                      |
| Melhor marca do ano  | Melhor marca do ano (World leading)          | Recorde asiático      | Recorde asiático (Asian)              | DNS                        | Não largou (Did not start)                |   |                                      |
| Recorde nacional     | Recorde nacional (National record)           | Recorde europeu       | Recorde europeu (European)            | DNF                        | Não terminou (Did not finish)             |   |                                      |
| Recorde pessoal      | Recorde pessoal do atleta (Personal best)    | Recorde da Oceania    | Recorde da Oceania (Oceania)          | DSQ / DQ                   | Desclassificado (Disqualified)            |   |                                      |
| Recorde da temporada | Recorde da temporada do atleta (Season best) | Recorde sul-americano | Recorde sul-americano (South America) | NM                         | Sem marca (No mark)                       |   |                                      |